# 北越コーポレーション
北越コーポレーション株式会社（英: Hokuetsu Corporation）は、日本第5位の製紙会社である。製品は洋紙（コート紙・印刷用紙など）、白板紙、特殊紙など。製紙業界の中でも、生産効率の高い会社といわれている。

## 主要事業所

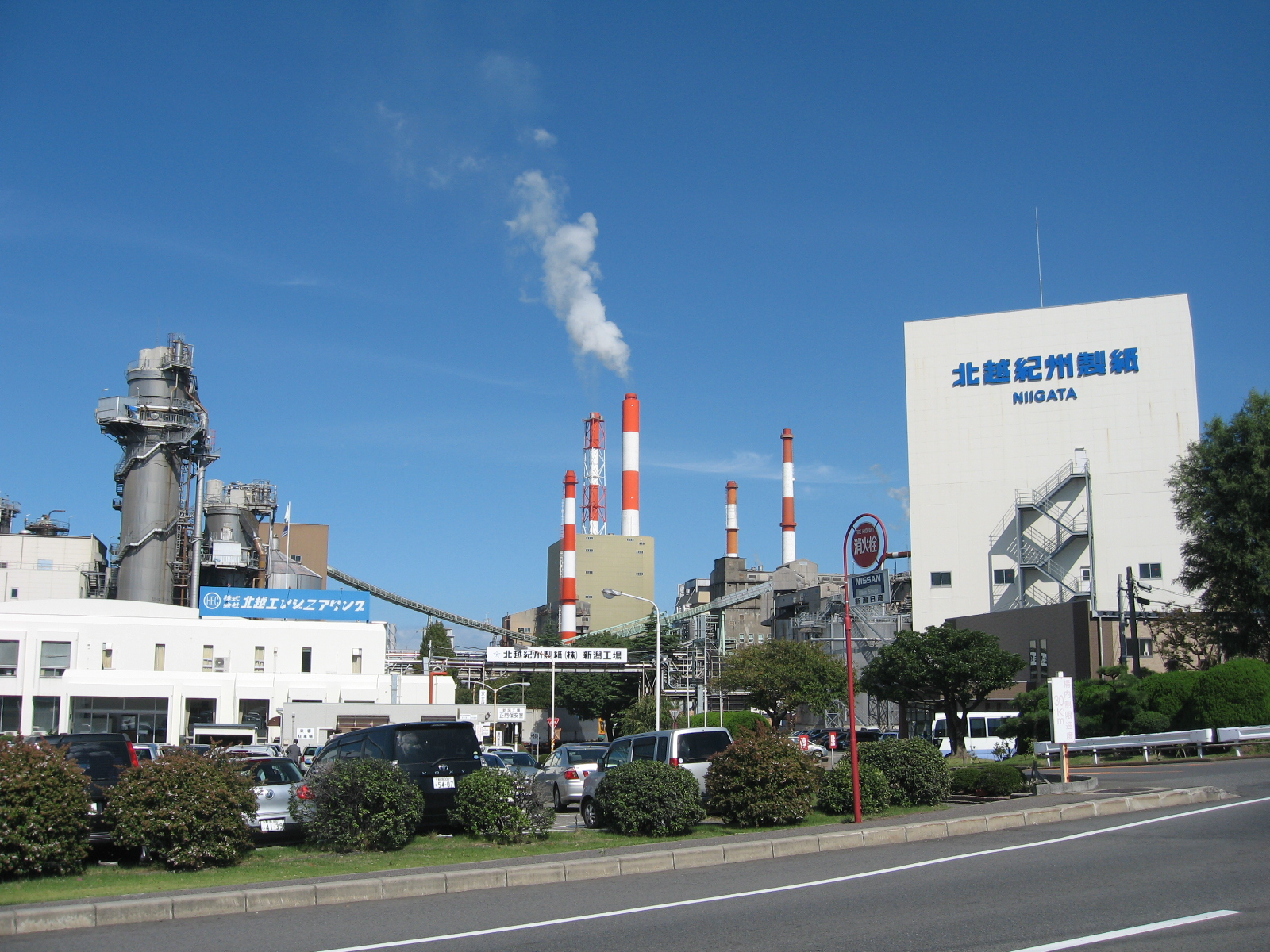
新潟工場

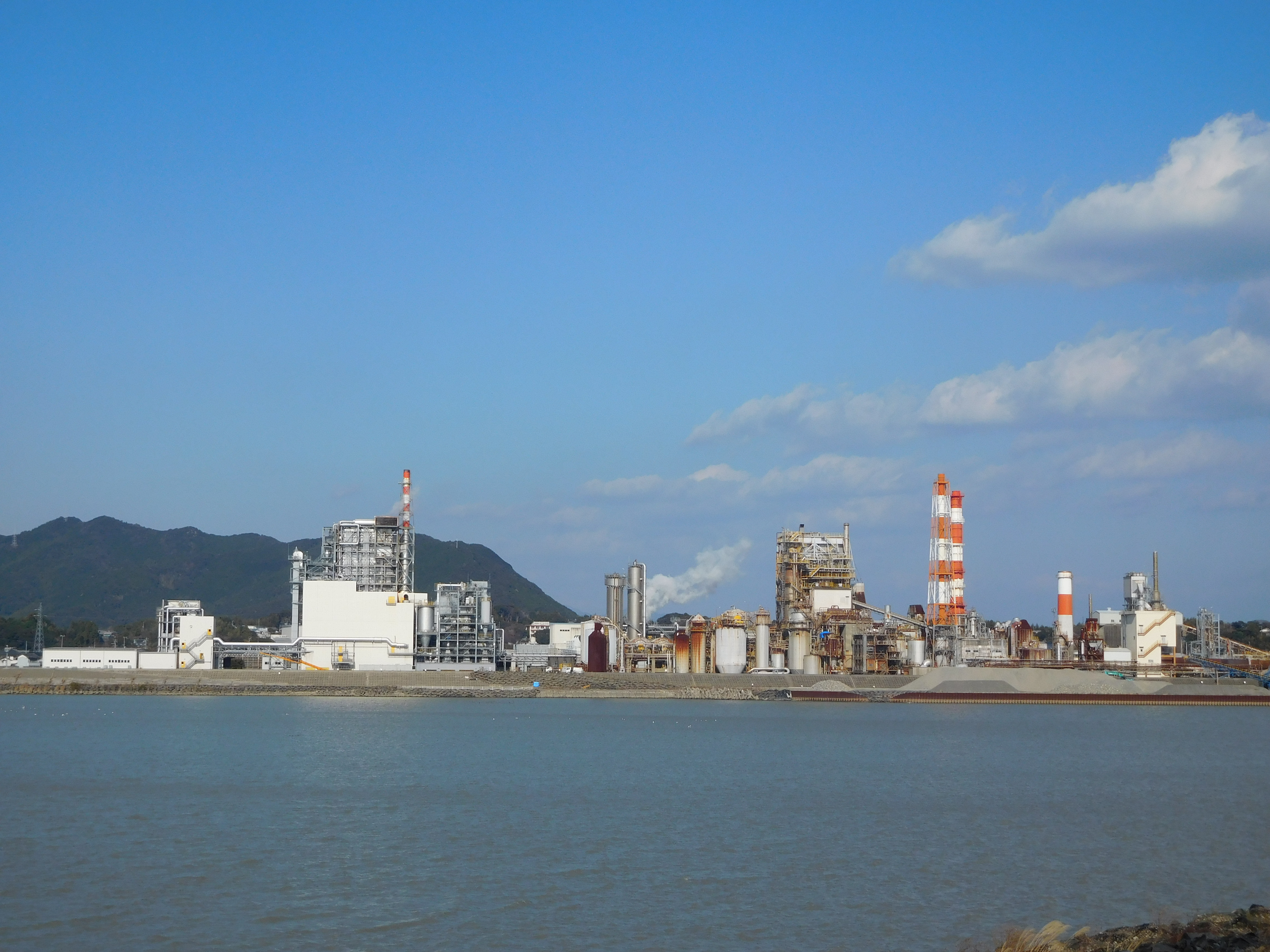
紀州工場

- 本店・研究所 - 新潟県長岡市西蔵王3丁目5-1（株式会社ニッカン本社内）
- 本社 - 東京都中央区日本橋本石町3丁目2-2
- 大阪支社 - 大阪府吹田市南吹田4丁目20-1
- 生産拠点
  - 新潟工場 - 新潟市東区榎町57
  - 紀州工場 - 三重県南牟婁郡紀宝町鵜殿182
  - 長岡工場 - 新潟県長岡市蔵王3丁目2-1
  - 関東工場（市川） - 千葉県市川市大洲3丁目21-1
  - 関東工場（勝田） - 茨城県ひたちなか市高場1760
  - 大阪工場 - 大阪府吹田市南吹田4丁目20-1

## 沿革
- 1907年（明治40年）5月9日 - 越後平野からもたらされる稲藁を原料とする黄ボールの生産を目的として、新潟県長岡市に北越製紙株式会社を設立。
- 1908年（明治41年）10月 - 長岡工場操業開始。
- 1917年（大正6年）2月 - 北越板紙株式会社を買収、新潟工場とする。
- 1920年（大正9年）12月 - 市川工場操業、上質紙の生産を開始。
- 1930年（昭和5年）4月 - 樺太名好郡名好村沃内に山林事務所を開設[1]。
- 1936年（昭和11年）10月10日 - 石炭自給のため、樺太泊居支庁久春内郡三浜村小田洲に関連会社として小田洲炭鉱株式会社を設立[1]。
- 1938年（昭和13年）5月 - 新潟板紙株式会社と合併。馬越の沼垂工場、附船町の附船工場を継承（沼垂工場は1944年に東芝へ譲渡、附船工場は1943年に火災で焼失）[1]。
- 1942年（昭和17年）3月 - 新潟県北蒲原郡赤谷村（現・新発田市）の赤谷炭鉱を買収、同社赤谷鉱業所を開設[1]。
- 1943年（昭和18年）6月 - 定時株主総会において小田洲炭鉱株式会社の合併を決議、同社小田洲鉱業所とする（その後、1944年3月末を以て閉鎖）[1]。
- 1947年（昭和22年）10月10日 - 昭和天皇の戦後巡幸において長岡工場が視察先の一つに選ばれる[2]。
- 1949年（昭和24年）5月16日 - 東証1部に株式上場。
- 1951年（昭和26年）5月20日 - 炭層枯渇のため赤谷鉱業所を閉鎖[1]。
- 1958年（昭和33年） - 本社を東京都中央区に移転（但し、登記上の本店は現在も新潟県長岡市である）。
- 1964年（昭和39年）6月 - 新潟地震で被災、甚大な被害を受ける。
- 1968年（昭和43年）8月 - 新潟工場に高級白板紙マシン4号抄紙機が完成[1]。
- 1969年（昭和44年）5月 - 総武本線市川駅から市川工場へ引き込まれた専用側線を廃止[1]。
- 1970年（昭和45年）3月 - 新潟工場に大型上質紙マシン5号抄紙機が完成[1]。
- 1971年（昭和46年）10月 - 勝田工場操業開始。
- 1984年（昭和59年）12月 - 信越本線北長岡駅から長岡工場へ引き込まれた専用側線を廃止[1]。
- 1986年（昭和61年）8月 - 新潟工場に6号抄紙機を新設。
- 2000年（平成12年）
  - 4月 - 市川工場と勝田工場を統合し、関東工場とする。
  - 7月11日 - 三菱製紙株式会社と5年間の業務・資本提携を締結。
- 2005年（平成17年）7月1日 - 三菱製紙との提携期間が満了し、業務提携を解消。
- 2006年（平成18年）5月 - 550億円を投じ新潟工場にコート紙生産設備を増設し、2008年末から稼動予定であることを発表[3]。
- 2008年（平成20年）7月3日 - 新潟工場の新生産施設、9号抄紙機からの製品輸送用にコンテナ専用線を開設し、使用開始式を実施[4]。
- 2009年（平成21年）10月1日 - 紀州製紙を完全子会社化。社名を北越紀州製紙株式会社に変更。
- 2010年（平成22年）7月1日 - 大阪証券取引所上場廃止。
- 2011年（平成23年）
  - 4月1日 - 紀州製紙を吸収合併。
  - 9月27日 - バルカナイズドファイバーを製造する東洋ファイバー株式会社（静岡県沼津市）と株式交換を実施し、同社の完全子会社化を発表[5]。
- 2012年（平成24年）
  - 8月15日 - 大王製紙の創業家から同社及び関連会社の株式の譲渡を受け、大王製紙の19.6%（総株主の議決権の数に対する割合は22.2%）を保有する筆頭株主となった。これにより、大王製紙は北越紀州製紙の持分法適用関連会社となる[6]。
  - 10月4日 - 鉛蓄電池用セパレータ、及び空気清浄用フィルターを製造販売する、FINANCIERE BERNARD DUMAS S.A.S（フランスドルドーニュ県クレッス）の全株式を9月14日付で取得したことを発表[7]。
- 2013年（平成25年）3月16日 - 紀勢本線鵜殿駅から紀州工場へ引き込まれた専用線を休止。
- 2014年（平成26年）
  - 8月25日 - 三菱製紙株式会社との間で、両社の販売子会社である三菱製紙販売及び北越紀州販売の合併検討を開始する旨の基本合意書を締結したと発表[8]。
  - 11月11日 - 中国広東省江門市新会区において建設を進めていた白板紙工場の竣工式を実施[9]。
- 2015年（平成27年）
  - 4月1日 - 2014年8月の上記基本合意書を、三菱製紙が一方的に解除したと発表[10]。
  - 10月22日 - 単一工場としては北米最大の市販パルプ工場を持つパルプ製造会社、Alpac Forest Products Inc.（カナダアルバータ州ボイル市）の全株式及びその販売会社の全株式を取得し完全子会社化したと発表[11]。
- 2018年（平成30年）7月1日 - 北越コーポレーション株式会社（Hokuetsu Corporation） に社名変更[12][13]。

## 技術の北越

### オンマシンコート
製紙業界ではコート紙を作る工程として、コート原紙を作る抄紙機と紙の表面に塗工するコーターを別々のラインで操業することが常識となっていた。
北越製紙は2つのラインを1つにすることで生産効率を上げるため、コーターを抄紙機のラインに組み込みコート紙を1パスで生産するシステムを6号機に導入した。当時、業界は冷ややかな目でシステム導入を見ていたが、これ以降製紙メーカー各社はコート紙の新マシンを導入する際には、オンマシンコートの技術を採用している。

### エアフィルター
製紙業で培った技術を応用し、ガラス繊維をシート化したエアフィルタの開発・生産も行っている。
同社のエアフィルタに関する技術は世界屈指のレベルであり、アジアにおける半導体・液晶・記憶媒体（HDD・フラッシュメモリなど）工場のクリーンルームで使用されているエアフィルター原料のほとんどを同社が供給している。

## 関係会社

### 連結子会社
- 北越紙販売株式会社
- 北越パッケージ株式会社
- 株式会社北越エンジニアリング
- 株式会社北越ペーパーテック新潟
- 株式会社北越ペーパーテック勝田
- 北越物流株式会社
- 北越水運株式会社
- 株式会社テクノ北越
- 株式会社北越マテリアル
- 北越パレット株式会社
- 北越東洋ファイバー株式会社
- 株式会社北越ペーパーテック紀州
- MC北越エネルギーサービス株式会社
- Alberta Pacific Forest Industries Inc.
- 星輝投資控股有限公司
- 江門星輝造紙有限公司
- Bernard Dumas S.A.S.
- 東拓（上海）電材有限公司

### 持分法適用関連会社
- 株式会社ニッカン
- 株式会社新潟ピーシーシー
- 株式会社新潟ジーシーシー
- 大王製紙株式会社

## 王子製紙による経営統合提案問題
王子製紙が北越製紙に対して経営統合を提案したうえで敵対的買収を試みるも、ホワイトナイトとして三菱商事及び日本製紙が登場し、失敗に終わった。王子製紙は、秘密裏に株式を買い集めて突如としてTOBを仕掛けるのではなく、まずは経営統合案を提示して友好的な買収を志向するという「和洋折衷」的な手法を採ったものの、そのために結果としては北越製紙の経営陣に反撃の機会を与えることとなったと言われている。

### 経緯
- 2006年
  - 3月 - 王子製紙、北越製紙に対し経営統合に向けた協議を打診し、意見交換を開始。
  - 7月3日 - 王子製紙が株式の100%取得による経営統合案を提示。
  - 7月19日 - 株式の大量取得行為に関する対応策（買収防衛策）の導入を取締役会にて決議。
  - 7月21日 - 三菱商事と第三者割当増資による資本・業務提携（8月7日に三菱商事が607円/株にて50百万株（24.44%）の株式取得）。
  - 7月23日 - 王子製紙が三菱商事との資本・業務提携解消を条件に50.1%の株式取得を目指しTOBを実施すると発表（860円/株）。
  - 8月2日 - 王子製紙がTOBを実施すると発表（800円/株 ただし、三菱商事への第三者割当増資及び業務提携を撤回した場合860円/株にするとしている）。
  - 8月3日 - TOB成立を阻止するため、王子製紙と同根企業である日本製紙[16]が北越製紙株約8%を取得と発表。
  - 8月7日 - 三菱商事による第三者割当による新株式発行の払込完了。三菱商事の持分法適用会社となる。
  - 8月8日 - 日本製紙による北越製紙の株式取得が完了する（議決権比率8.85%）。
  - 8月29日 - 王子製紙が記者会見し、北越製紙株50%超の取得は困難な情勢として、事実上の「敗北宣言」。
  - 9月5日 - TOBの応募結果が発表され、議決権比率5.33%で不成立となった。応募分の買取りも実施しない。王子製紙は、今後は独自に収益向上を目指す方針。

### 関係当事者
本件においては、従前のタブーを破って国内系の証券会社及び商社が敵対的買収に関与したこと、そして、各プレーヤーに一流の証券会社と法律事務所がそれぞれフィナンシャル・アドバイザー（FA）及び法律顧問として関与したことで、注目を集めた。
- 王子製紙
  - FA - 野村證券
    - 法律顧問 - 西村ときわ法律事務所

  - 法律顧問 - 長島・大野・常松法律事務所
- 北越製紙
  - FA - クレディ・スイス証券
  - 法律顧問 - 牛島総合法律事務所
- 三菱商事
  - 法律顧問 - 森・濱田松本法律事務所
- 日本製紙
  - FA - モルガン・スタンレー証券
  - 法律顧問 - 柳田野村法律事務所

### その後
- 2009年10月に行われた紀州製紙の子会社化に際し、日本製紙は保有株式の買取請求を行い、当社に売却している[17]。
- 2013年12月の自己株式立会外買付取引により、三菱商事は保有株式の一部を売却。三菱商事は「その他の関係会社」でなくなっている[18]。

## 関連人物
- 山本義正 - 山本五十六の長男で、同社に勤めていた。

## テレビ番組
- 日経スペシャル ガイアの夜明け なぜ買収は失敗したのか?～独占取材!敵対的買収の裏側～（2006年9月12日、テレビ東京）[19] - 王子製紙による北越製紙の敵対的買収を取材。